# Шумопонижение

Применение шумоподавления на основе вейвлет-преобразования

Шумопонижение — процесс устранения шумов из полезного сигнала с целью повышения его субъективного качества или для уменьшения уровня ошибок в каналах передачи и системах хранения цифровых данных. 
Методы шумоподавления концептуально очень похожи независимо от обрабатываемого сигнала, однако предварительное знание характеристик передаваемого сигнала может значительно повлиять на реализацию этих методов в зависимости от типа сигнала.
Системы шумопонижения (СШП) — системы обработки сигнала, реализованные в виде электронных схем или программных алгоритмов, предназначенные для увеличения отношения сигнал/шум за счёт избыточности либо понижения разрядности или разрешения сигнала. Также для обозначения СШП часто применяется термин «шумоподавитель».
Системы шумопонижения широко используются как для обработки звукового (аудио-) сигнала, так и для видео- (фото-) сигнала.
Большинство СШП делится на два типа:
- Фильтрация. СШП обрабатывает сигнал при приёме (воспроизведении) или записи (передаче), пытаясь очистить полезный сигнал от шума. Большинство систем обработки фотоизображений относится к этому типу.
- Системы, модифицирующие сигнал для передачи по шумным каналам (или для записи сигнала на носитель), с последующим обратным преобразованием на приёмной стороне (при воспроизведении). К ним относятся компандерные системы шумопонижения➤ в магнитной звукозаписи, а также принцип фонокоррекции в механической грамзаписи.

## Подавление шума на изображениях

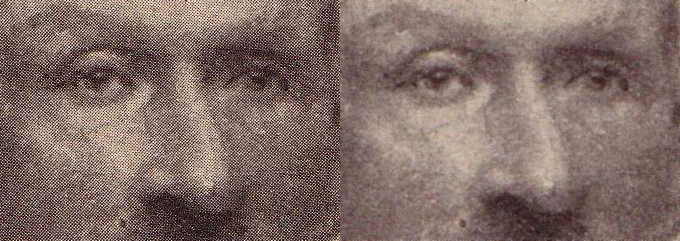
Удаление полиграфического растра применением размытия по Гауссу